# Mauricio Leal
Mauricio Aparecido Maciel Leal (sinh ngày 11 tháng 6 năm 1987 ở Jandira) còn được biết với tên đơn giản Mauricio Leal là một cầu thủ bóng đá người Brasil thi đấu cho Mitra Kukar  ở Liga 1. Trước đây anh từng thi đấu cho Persipura Jayapura ở Liga 1 2017, Sriwijaya F.C. ở Indonesia Soccer Championship A 2016 và Flamurtari Vlorë ở Albanian Superliga.